# Bleptiphora
Bleptiphora é um gênero de traça pertencente à família Arctiidae.